# 膜叶马先蒿
膜叶马先蒿（学名：Pedicularis membranacea）为玄参科马先蒿属下的一个种。

## 扩展阅读
維基物種上的相關：膜叶马先蒿